# Boris Paternu
Boris Paternu, slovenski literarni zgodovinar in teoretik, * 5. junij 1926, Predgrad, † 26. november 2021, Trst.

## Življenje
Kot gimnazijec je deloval v NOB. Leta 1951 je na Filozofski fakulteti v Ljubljani diplomiral iz slavistike, leta 1960 pa tam doktoriral s tezo Idejno in estetsko teoretično izhodišče realizma v Levstikovi literarni kritiki (v knjigi  pod naslovovm Estetske osnove Levstikove literarne kritike, 1962). Na Filozofski fakulteti je predaval od leta 1961, od leta 1972 kot redni profesor za zgodovino slovenske književnosti. Leta 1979 je bil izvoljen za doopisnega, leta 1985 pa za rednega člana SAZU. S predavanji je gostoval na tujih univerzah, največkrat v Celovcu in Trstu. Leta 1979 je zasnoval simpozij Obdobja v slovenskem jeziku, književnosti in kulturi in bil v letih 1979, 1980, 1981, 1986 in 1995 njegov predsednik. Leta 1966 je postal sourednik Slavistične revije, od leta 1987 do leta 1991 je bil član glavnega uredniškega odbora Enciklopedije Slovenije, od leta 1990 do leta 1992 pa član uredniškega odbora nove izdaje Brižinskih spomenikov. Upokojil se je leta 1994.
Najprej se je ukvarjal s pripovedništvom 19. stoletja in začetki literarne kritike. Vodil je skupinsko raziskavo povojne literature (Slovenska književnost 1945−1965, I-II), v njenem sklopu je z generacijskega vidika obdelal liriko. V razpravah je obravnaval smeri in sloge slovenske književnosti od reformacije do sodobnosti. Podrobno se je ukvarjal s Prešernom. Vodil je raziskavo o pesništvu upora iz obdobja 1941−1945 in uredil antološko izdajo v štirih knjigah. Literarno zgodovino je prenavljal s postopki imanentne interpretacije ter pozneje sprejemal pobude modernih teoretičnih in metodoloških smeri. Tematsko in jezikovno-stilno obravnavo literarnih del in avtorskih opusov je združeval s strukturnimi in recepcijskimi vidiki v integralno interpretacijo. V literarni zgodovini je raziskoval časovne oziroma obdobne sloge. Prizadeval si je pojasniti evolucijsko dinamiko slovenske literature, zlasti poezije, in v njej odkriti značilne tipološke poteze. Ob tem je teoretično in metodološko utemeljeval svoje poglede in dognanja. Uredil je antologijo slovenske poezije v makedonščini Slovenečka poezija (1972) in dvojezično antologijo Na zeleni strehi vetra − Auf dem grünen Dach des Windes (1980), pa tudi antologije s spremnimi razpravami.

## Priznanja
- Kidričeva nagrada za znanost (1981)
- srebrni častni znak svobode RS (1996)
- Župančičeva nagrada mesta Ljubljane (skupinska, 1981)
- nagrada vstaje slovenskega naroda (1987)
- zaslužni profesor ljubljanske univerze (1994)
- ambasador RS v znanosti (1996)
- častni član Slavističnega društva Slovenije
- častni meščan Kranja (2006)
- častni doktor (1986)???